# Рожковське лісництво
Рожковське лісництво (рос. Рожковское лесничество) — селище в Ферзиковському районі Калузької області Російської Федерації.
Населення становить 34 особи. Входить до складу муніципального утворення Присілок Ястребовка.

## Історія
Від 2004 року входить до складу муніципального утворення Присілок Ястребовка

## Населення
1. Н/Д[2]